# Hot Tuna
Hot Tuna is een Amerikaanse bluesrockband en een afsplitsing van Jefferson Airplane, die oorspronkelijk Hot Shit heette. Bassist Jack Casady en gitarist Jorma Kaukonen traden aanvankelijk op met Hot Tuna naast hun verplichtingen bij Jefferson Airplane.

## Bezetting
- Barry Mitterhoff[5] (mandoline)
- Bob Steeler[6] (drums)
- Greg Douglass[7] (gitaar)
- Jack Casady[8] (basgitaar)
- Joey Covington[9] (drums)
- Jorma Kaukonen[10] (gitaar)
- Michael Falzarano[11] (gitaar)

- Nick Buck[12] (keyboards, zang)
- Papa John Creach[13] (viool)
- Pete Sears[14] (gitaar)
- Sammy Piazza[15]
- Shigemi Komiyama[16] (drums)
- Skoota Warner[17] (drums)
- Willow Scarlett[18] (mondharmonica)

## Geschiedenis

### 1969-1973: De vroege jaren
Hot Tuna begon als een bijproject van Jefferson Airplane, bedoeld om de tijd te markeren terwijl Grace Slick herstelde van een operatie aan de stembandknobbeltjes, waardoor ze niet meer kon presteren. De naam van de band kwam van iemand die Jorma Kaukonen een grapjas noemde die 'hot tuna' riep na het horen van de regel 'What's that smell like fish, oh baby' van het nummer Keep On Truckin'. Kaukonen, Jack Casady, Paul Kantner en de nieuwe drummer Joey Covington speelden verschillende shows in San Francisco, waaronder de oorspronkelijke club The Matrix van Jefferson Airplane, voordat deze hun optreden hervatte om Volunteers te steunen. (Hoewel Covington was ingehuurd door Jefferson Airplane, trad hij alleen op bij geselecteerde opdrachten, waarbij Spencer Dryden bleef optreden als de belangrijkste drummer van de band tot zijn ontslag in 1970). Hun vroege repertoire was voornamelijk afkomstig van Kaukonens Airplane-materiaal en covers van Amerikaanse country- en bluesartiesten als Reverend Gary Davis, Jelly Roll Morton, Bo Carter en Blind Blake.

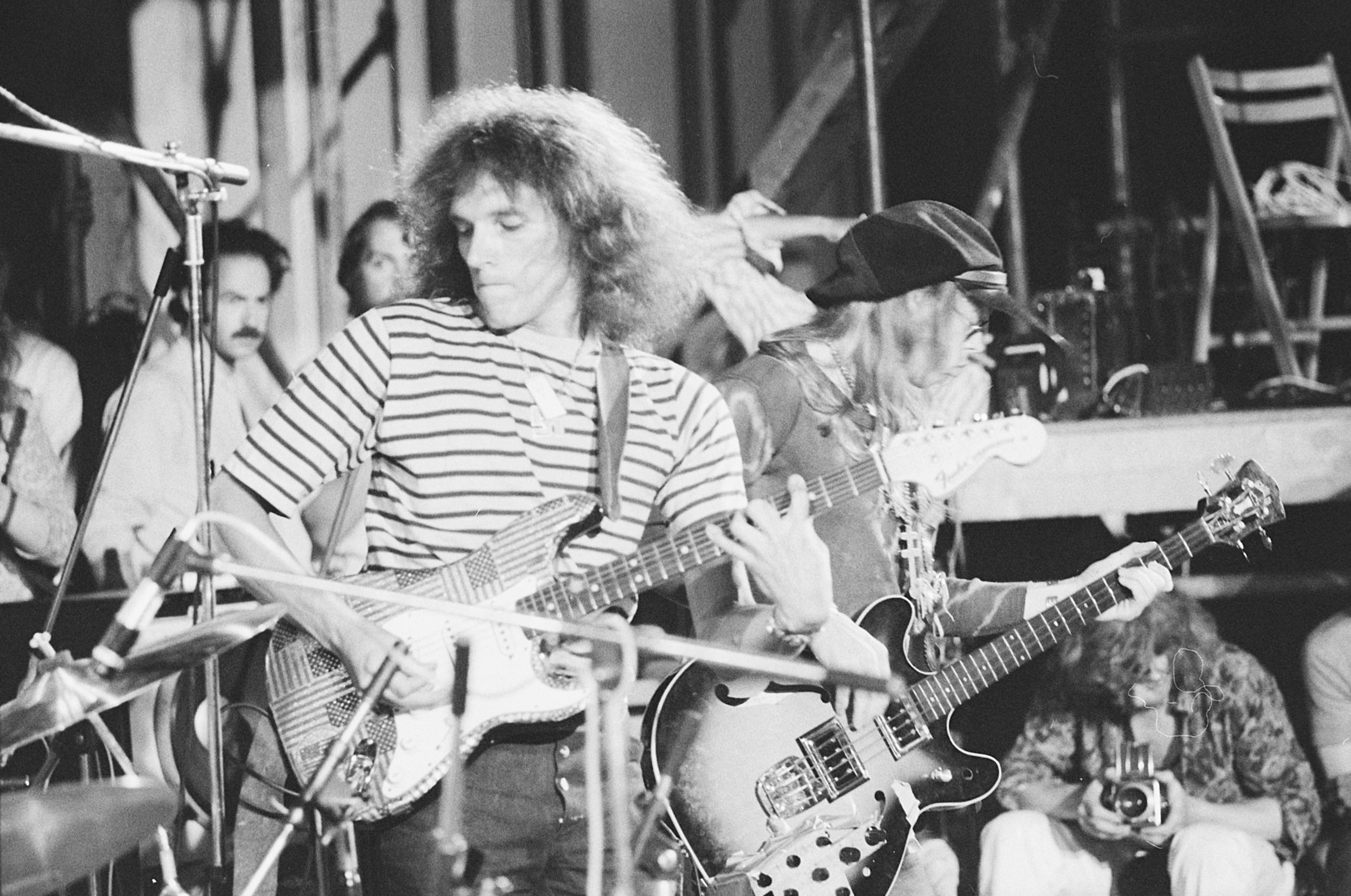
Hot Tuna (Kralingen, 1970)

In september 1969 gebruikten Kaukonen en Casady de bijnaam voor een week van akoestische concerten in het New Orleans House in Berkeley (Californië). Opnamen die uit deze verbintenis werden gehaald, werden in 1970 uitgebracht als het gelijknamige debuutalbum van de band. Dit album is door de fans van de groep liefkozend bekend geworden als het 'breaking glass album', vanwege het geluid van brekende bierglazen tijdens de opname van Uncle Sam Blues. Sommige nummers bevatten Will Scarlett op mondharmonica. Nadat het album was opgenomen, verving Jorma's broer Peter Kaukonen al snel Kantner op slaggitaar en co-leadzanger Marty Balin van Jefferson Airplane trad toe als zanger voor de electric nummers. In 1970 werd de jongere Kaukonen vervangen door Paul Ziegler.
Die zomer betaalde RCA Records de band om naar Jamaica te gaan om hun volgende album op te nemen, maar het album werd nooit afgemaakt, deels vanwege een financieel geschil tussen Balin (die beide bands kort daarna verliet) en Kaukonen en Casady. Violist Papa John Creach vervoegde Hot Tuna en Jefferson Airplane in oktober 1970. Beide bands eindigden een gezamenlijke tournee in november 1970 met shows in de Fillmore East.
In september 1970 voerden Kaukonen en Casady twee akoestische shows uit als Hot Tuna zonder Jefferson Airplane in Pepperland (een ruime danszaal in San Rafael (Californië)) en kregen goede recensies, wat verder aangeeft dat Hot Tuna zonder de andere band zou kunnen overleven om het te ondersteunen.
Terwijl Jefferson Airplane stopte met regelmatig toeren gedurende meer dan achttien maanden (behalve een handvol concerten in de zomer van 1971 en de winter van 1972) na de Fillmore East-shows, werd Hot Tuna - voor wie live optreden altijd van het grootste belang was - een onafhankelijke band, bestaande uit Kaukonen, Casady, drummer Sammy Piazza en Creach, die volledig overgaat op het electric bandformaat. Deze bezetting werd voor het eerst gedocumenteerd op het album First Pull Up, Then Pull Down (1971), dat live werd opgenomen in het Chateau Liberte, een obscure club in de buurt van Los Gatos, Californië in de Santa Cruz Mountains, die de voorkeur had van de band gedurende het hele tijdperk. De band verscheen ook op drie nummers van Papa John Creachs debuut soloalbum, evenals op Walking the Tou Tou van zijn tweede album Filthy!.
De studioalbums Burgers (1972) en The Phosphorescent Rat (1974) volgden, waarbij Creach vertrok voordat de laatste werd opgenomen. Deze twee albums bevatten voornamelijk Kaukonen-composities. Op het vorige album zong David Crosby de ondersteunende zang op Highway Song, terwijl toetsenist Nick Buck (die de volgende vijf jaar vaak te gast was bij de band in de studio voordat hij in 1977 als toerend lid diende), zijn medewerking verleende aan twee nummers.

### 1974–1977: Power trio
Terwijl de band zich voorbereidde op zijn tournee in 1974 ter ondersteuning van The Phosphorescent Rat, ontsloeg Kaukonen Sammy Piazza, nadat hij had besloten de band terug te laten keren naar zijn semi-akoestische repertoire. Kaukonen en Casady gingen toen verder met het opnemen van Kaukonens eerste soloalbum Quah. Juli 1974 betekende echter een afwijking van hun voornamelijk bluesy, akoestische stijl, toen Hot Tuna hun akoestische optredens volledig liet vallen en veranderde in een heavy rockband. In oktober 1974 trad de band op op The Midnight Special.
De albums America's Choice (1975), Yellow Fever (1975) en Hoppkorv (1976) laten een powertrio zien met de toevoeging van de nieuwe drummer Bob Steeler. De albumnotities van Jeff Tamarkin over de Platinum Gold Hot Tuna Collection van RCA Records karakteriseren deze trilogie als emblematisch voor de dolle jaren van de band. Kaukonen wordt geciteerd als zeggende dat de verandering van focus te wijten was aan het feit dat het gewoon leuk was om luid te zijn. Gedurende deze periode was het elektrische gitaarspel van Kaukonen gelaagd, waarbij effecten als de Roland Jet phaser prominent in beeld kwamen. Zijn 'rampage'-stijl wordt gekenmerkt door de solo's op Funky #7 en Serpent of Dreams op America's Choice en Song for the Fire Maiden, Sunrise Dance with the Devil en Surphase Tension op Yellow Fever. Live optredens gedurende het hele tijdperk werden gekenmerkt door free-flow geïmproviseerde jams en zeer lange optredens (tot zes uur ononderbroken) met uitgebreide versies van hun studiomateriaal. Een concert in november 1976 in het Palladium in New York bevatte een 16 minuten durende versie van Invitation. Producent Harry Maslin kon de stijl van de band echter niet waarderen en hield ze voor een meer traditioneel rockformaat (inclusief verschillende covers) voor Hoppkorv. In 1977 begon Kaukonen solo-optredens uit te voeren voordat de band zou optreden. Het trio stopte eind 1977 met toeren en gaf op 26 november zijn laatste concert (met toetsenist Nick Buck en saxofonist 'Buffalo' Bob Roberts) in het Palladium.
Hoewel live-optredens van alle iteraties van de band gedurende een groot deel van de jaren 1970 een opmerkelijke cult-aanhang genoten, slaagde Hot Tuna er niet in om Jefferson Airplane en Jefferson Starship te evenaren of te overschaduwen vanuit commercieel oogpunt. Terwijl op twee na alle albums uit die tijd de Billboard Top 100 bereikten, was America's Choice hun enige album van na 1972 dat meer dan tien weken in de hitlijsten stond, met een piek op nummer 75.

### 1978-1985: pauze en korte reünie
Vanwege opkomende spanningen tussen Kaukonen en Casady, werd een geplande tournee uit 1978 geannuleerd, waarbij Kaukonen deze data vulde door solo op te treden. Het dubbel live-album Double Dose werd dat jaar uitgebracht als een document van de tournee van het voorgaande jaar. Casady en Kaukonen gingen hun eigen weg en volgden een kortstondige carrière in respectievelijk de new wave-bands SVT en Vital Parts. In 1979 bracht Kaukonen zijn tweede soloalbum uit en Grunt Records bracht de Hot Tuna-compilatie Final Vinyl uit.
Ritmegitarist Michael Falzarano en drummer Shigemi Komiyama vergezelden Kaukonen en Casady voor een Hot Tuna-reünietournee in 1983. De band speelde een mix van nieuw materiaal naast de klassieke Hot Tuna-nummers. Dit, in combinatie met de hardrock- en heavy metal-aanpak van de band, werd niet goed ontvangen, met meldingen van fans die de shows verlieten.

### 1986-heden
Hot Tuna hervormde opnieuw in 1986, met producent Joey Balin op slaggitaar tot 1987. Kantner voegde zich bij de band in 1987 en 1988 en voegde een aantal oude Jefferson Airplane-nummers toe aan de setlist. Grace Slick verscheen met hen voor één show in The Fillmore in maart 1988. De band ging door in 1989 en Kaukonen en Casady voegden zich bij het Jefferson Airplane-reüniealbum en -tournee uit 1989, waarbij ze tijdens elke show akoestische Hot Tuna-optredens speelden. Aan het einde van de Airplane-tournee hervatte Hot Tuna hun electric optredens en voegde Falzarano en drummer Joey Stefko toe. Kort daarna verving de New Yorker Harvey Sorgen Stefko op drums en Galen Underwood trad toe op keyboards voor hun eerste album Pair a Dice Found uit 1990 met geheel nieuw materiaal in bijna 14 jaar. Kaukonen en Falzarano droegen allebei oorspronkelijke liedjes bij.
Gedurende de jaren 1990 wisselde Hot Tuna opnieuw tussen akoestische en elektrische stijlen. De twee Sweetwater-albums waren overwegend akoestische optredens met gasten als Bob Weir, Maria Muldaur en voormalig Jefferson Starship-bassist-toetsenist Pete Sears. De laatste zou in de loop van het decennium permanent lid worden van de band op het laatste instrument. De publicatie Live in Japan uit 1997 deed in veel opzichten denken aan het allereerste Hot Tuna-album, met een minimalistisch geluid en live opgenomen in een kleine zaal (Stove's in Yokohama). Falzarano en Sears bleven tot het begin van de jaren 2000 bij de band.
In 2004 werden Casady en Kaukonen vergezeld door gitarist Barry Mitterhoff en drummer Erik Diaz. In augustus 2009, na het vertrek van Diaz, trad Skoota Warner officieel toe tot de band als drummer. In november 2010 trad Hot Tuna op als een semi-akoestisch trio: Casady, Kaukonen en Mitterhoff tijdens een Midnight Ramble in Levon Helms Barn-studio in Woodstock (New York). In dezelfde maand kondigde Kaukonen op zijn blog aan dat Hot Tuna was begonnen met het opnemen van zijn eerste studioalbum in 20 jaar. Het album Steady as She Goes werd op 5 april 2011 uitgebracht door Red House Records. In de eerste helft van 2011 toerden gitarist Jim Lauderdale en mondharmonicaspeler Charlie Musselwhite met hen, later in het jaar werden ze vergezeld door Musselwhite, gitaristen David Bromberg, Larry Campbell, Steve Kimock, G.E. Smith en zangeres Teresa Williams. Zowel Campbell als Williams, die te gast waren op het album Steady as She Goes, zijn bij de band gebleven in een tourneecapaciteit. In 2014 nam Justin Guip, die het album had ontworpen naast Kaukonens recente solowerk, het drumwerk over van Warner.

## Discografie

### Studioalbums
- 1972: Burgers
- 1974: The Phosphorescent Rat (Grunt Records)
- 1975: America’s Choice (Grunt Records)
- 1975: Yellow Fever (Grunt Records)
- 1976: Hoppkorv (Grunt Records)
- 1990: Pair a Dice Found (Epic Records)
- 2011: Steady As She Goes (Red House Records)

### Livealbums
- 1970: Hot Tuna
- 1971: First Pull Up, Then Pull Down
- 1978: Double Dose (Grunt Records)
- 1984: Splashdown (Relix)
- 1992: Live at Sweetwater
- 1993: Live at Sweetwater Two
- 1996: Classic Hot Tuna Acoustic (Relix)
- 1996: Classic Hot Tuna Electric (Relix)
- 1997: Splashdown Two (Relix)
- 1997: Live in Japan
- 1999: And Furthurmore...

### Compilatiealbums
- 1979: Final Vinyl (Grunt Records)
- 2006: Keep on Truckin': The Very Best of Hot Tuna (RCA Records)